# Avensac
Avensac é uma comuna francesa na região administrativa de Occitânia, no departamento de Gers. Estende-se por uma área de 4,8 km². Em 2010 a comuna tinha 76 habitantes (densidade: 15,8 hab./km²).